# Paul Bornefeld
Paul Bornefeld (* 7. August 1907 in Solingen; † 4. April 1959) war ein deutscher Fußballspieler und -trainer. 

## Spielerkarriere
Bornefeld gehörte Fortuna Düsseldorf als Abwehrspieler an und bestritt für den Verein von 1928 bis 1933 in den vom Westdeutschen Spiel-Verband ausgetragenen Meisterschaften im Bezirk Berg-Mark, eine von sieben Bezirken als regional höchste Spielklasse, in der Gruppe I, in der letzten Saison in Gruppe B, Punktspiele.
Am Ende seiner Premierensaison ging er mit der Mannschaft als Sieger aus der Gruppe I hervor und bestritt das in Hin- und Rückspiel ausgetragene Finale um die Bezirksmeisterschaft, die nach zwei Siegen gegen den Sieger der Gruppe II, SSV 04 Wuppertal, im Gesamtergebnis von 6:4 gewonnen wurde. Verbunden mit dem Erfolg war er mit seiner Mannschaft für die Endrunde um die Westdeutsche Meisterschaft qualifiziert, gewann die Vorrunde Süd, schloss jedoch die Endrunde als Drittplatzierter ab. 
Diese Erfolge vermochte seine Mannschaft in der Saison 1930/31 zu wiederholen, mit dem Unterschied, dass sie sich in der Endrunde um die Westdeutsche Meisterschaft diesmal als Sieger durchsetzen konnte. Die in der Saison 1931/32 erstmals in drei Gruppen ausgetragene Bezirksmeisterschaft Berg-Mark wurde als Sieger der Gruppe I, jedoch als Drittplatzierter abgeschlossen. In der Saison 1932/33 gelangte er mit der Mannschaft erneut ins Finale um die Westdeutsche Meisterschaft, das jedoch am 30. März 1933 in Duisburg mit 0:1 gegen den FC Schalke 04 verloren wurde.
Von 1933 bis 1942 spielte er  in der Gauliga Niederrhein, in einer von zunächst 16, später auf 23 aufgestockten Gauligen zur Zeit des Nationalsozialismus als einheitlich höchste Spielklasse im Deutschen Reich. Während dieser Zeit gewann er mit Fortuna Düsseldorf fünfmal in Folge die Gaumeisterschaft, stieg jedoch mit ihr am Saisonende 1941/42 in die zweitklassige Bezirksliga ab. Zur Saison 1943/44 kehrte er mit ihr wieder in die Gauliga Niederrhein zurück und konnte als Siebter von zehn teilnehmenden Mannschaften die Klasse halten. Die letzte Saison, 1944/45, wurde kriegsbedingt nach zwei nicht vollständig ausgetragenen Spieltagen abgebrochen. Die aus den Vereinen TSV Fortuna und SC 99 Düsseldorf bestehende Kriegsspielgemeinschaft belegte nach einem Unentschieden und einer Niederlage den siebten Platz. 
Nach dem Ende des Zweiten Weltkriegs kam er im Rahmen der Britischen Zonenmeisterschaft in der Saison 1946/47 in der Bezirksklasse Niederrhein zum Einsatz. Das Entscheidungsspiel um die Bezirksmeisterschaft der beiden punktgleichen Vereine Rot-Weiß Oberhausen und Fortuna Düsseldorf gewann Erstgenannter mit 3:1.
Bornefeld kam während seiner fast 20 Jahre währenden Vereinszugehörigkeit zudem in 28 Endrundenspielen um die Deutsche Meisterschaft zum Einsatz. Sein Debüt gab er am 16. Juni 1929 bei der 1:5-Achtelfinal-Niederlage im Nürnberger Sportpark Zerzabelshof gegen die SpVgg Fürth. Sein letztes Endrundenspiel bestritt er am 30. Juni 1940 im letzten Spiel der Gruppe 3. Dazwischen reiht sich sein größter Erfolg – der Gewinn der Deutschen Meisterschaft. Nachdem er mit seiner Mannschaft das Achtel- und Viertelfinalspiel am 7. und 21. Mai mit 9:0 gegen Vorwärts-Rasensport Gleiwitz und mit 3:0 gegen den SV Arminia Hannover bestritten hatte, kam er auch am 28. Mai beim 4:0-Halbfinal-Sieg über den Vorjahresfinalisten Eintracht Frankfurt zum Einsatz. Das am 11. Juni in Köln ausgetragene Finale gegen den FC Schalke 04 wurde ebenfalls, wie die Spiele zuvor, ohne Gegentor mit 3:0 gewonnen. Auch in der Saison 1935/36 kam er in der Endrunde zum Einsatz, bestritt alle sechs Spiele der Gruppe D, das am 7. Juni 1936 in Dresden mit 3:1 gegen Vorwärts-Rasensport Gleiwitz gewonnene Halbfinale und das am 21. Juni 1936 im Berliner Poststadion mit 1:2 gegen den 1. FC Nürnberg verlorene Finale, das erst mit dem von Karl Gußner in der 120. Minute erzielten Siegtor unmittelbar vor Beendigung der Verlängerung zugunsten der Nürnberger entschieden wurde. 
Im Wettbewerb um den 1935 eingeführten Tschammerpokal, den Pokal für Vereinsmannschaften, kam er bei der Premiere zweimal, 1936 einmal, 1940 dreimal und 1941 zweimal zum Einsatz. Sein Debüt gab er am 1. September 1935 beim 5:0-Erstrunden-Sieg über den Kölner SC 1899. Am 10. November 1940 unterlag er mit Fortuna Düsseldorf im Halbfinale dem späteren Pokalsieger 1. FC Nürnberg mit 0:1.

## Trainerkarriere
Drei Jahre nach dem Ende seiner aktiven Fußballerkarriere übte er seine erste Trainertätigkeit bei den Sportfreunden Katernberg, einem Essener Stadtteilverein, aus. Den Neuling in der Oberliga West, eine von fünf Staffeln als höchste deutsche Spielklasse, führte er auf Platz 12, der den Klassenerhalt bedeutete. Ab 1951 trainierte er den Eimsbütteler SV, im Sommer 1953 heuerte er beim SV Arminia Hannover an. Danach trainierte er von 1954 bis 1957 den VfL Osnabrück in der Oberliga Nord.
Sein letzter Verein war der VfV Hildesheim, den er von 1957 bis 1959 in der seinerzeit zweitklassigen Amateuroberliga Niedersachsen trainierte. In der in zwei Gruppen ausgetragenen Meisterschaft, führte er seine Mannschaft zur Niedersachsen-Meisterschaft, nachdem die Mannschaft als Sieger der Gruppe Ost, den Sieger der Gruppe West, den SV Arminia Hannover, am 20. April 1958 mit 2:1 bezwungen hatte. Mit diesem Erfolg führte er die Mannschaft 1958 in die erstklassige Oberliga Nord und abschließend auf den 13. Platz, der erneut den Klassenerhalt bedeutete.

## Erfolge
als Spieler
- Deutscher Meister 1933
- Gaumeister Niederrhein 1936, 1937, 1938, 1939, 1940
- Westdeutscher Meister 1931
- Bezirksmeister Berg-Mark 1929, 1931, 1932, 1933

als Trainer
- Niedersachsenmeister 1958
- Aufstieg in die Oberliga Nord 1958